# Cantó de Llemotges Panasòu
El cantó de Llemotges Panasòu és un cantó francès del departament de l'Alta Viena, situat al districte de Llemotges. És format per 4 municipis i part del de Llemotges.

## Municipis
- Aurèlh
- Festiac
- Llemotges
- Panasòu
- Sent Just

## Història
| Data d'elecció                           | Identitat      | Partit | Qualitat |
| ---------------------------------------- | -------------- | ------ | -------- |
| 1967-1992                                | Robert Lecomte | PS     |          |
| 1992-2010                                | Bernard Delage | PS     |          |
| 2010-                                    | Laurent Lafaye | PS     |          |
| les dades anteriors no són pas conegudes |                |        |          |
|                                          |                |        |          |

## Demografia
| 1962 | 1968 | 1975 | 1982 | 1990 | 1999 | 2006   |
| ---- | ---- | ---- | ---- | ---- | ---- | ------ |
| -    | -    | -    | -    | -    | -    | 21.781 |